# Bataille de Batin
Guerre russo-turque de 1806-1812
Batailles
Dardanelles (navale) — Dardanelles — Athos — Pazardzhik — Choumen — Batin — Roussé
La bataille de Batin oppose les troupes ottomanes du séraskier Kuschanz Ali, aux troupes russes de Nikolay Mikhailovich Kamensky,.